# Steinsetzung von Trittau
Die Steinsetzung von Trittau ist eine vermutlich früheisenzeitliche Steinsetzung bei Trittau im Kreis Stormarn, Schleswig-Holstein.

## Lage
Die Steinsetzung befindet sich nordöstlich von Trittau am nordöstlichen Rand der Hahnheide. Sie liegt im sumpfigen Quellgebiet der Bille. Nicht weit entfernt befindet sich der Kleine Hahnheider Berg, die höchste Erhebung des Kreises Stormarn. In der näheren Umgebung gab es ursprünglich wohl weitere Steinreihen und Schalensteine.

## Beschreibung
Die Steinsetzung besteht aus drei aufrecht stehenden Steinen, einem Kreis aus liegenden Steinen, zu denen auch ein größerer Rillenstein gehört, der von einem Steinpflaster eingefasst war. Der Durchmesser des Steinkreises beträgt 6,5 m. Die Rille auf dem größeren Stein hielt Johannes Groht 2005 noch für einen neuzeitlichen Spaltversuch, ging aber dann 2013 mit Detlef Schünemann konform, der die Rille bereits 1992 als vorgeschichtlich ansah. Der Stein liegt heute. Ob er ursprünglich aufgerichtet war, ist unklar und somit auch, ob er als Menhir anzusprechen ist.